# 筑後若津站
筑後若津站（日语：／ Chikugo-Wakatsu eki */?）是位於福岡縣大川市大字向島，日本國有鐵道（國鐵）佐賀線的鐵路車站（廢站）。

## 歷史
- 1938年（昭和13年）3月30日：國有鐵道佐賀線諸富站至筑後大川站之間新設此站[1]。當時設有客運和行李起卸業務[1]。
- 1971年（昭和46年）10月20日：結束行李起卸業務[2]。成為無人車站[3]。
- 1987年（昭和62年）3月28日：隨著佐賀線全線廢除，此站也被廢除[1]。

## 車站構造
此站為無人車站，設有1面1線的單式月台。

## 現狀
車站遺址建設了可觀看筑後川昇開橋的觀景台，同時建立了紀念碑。

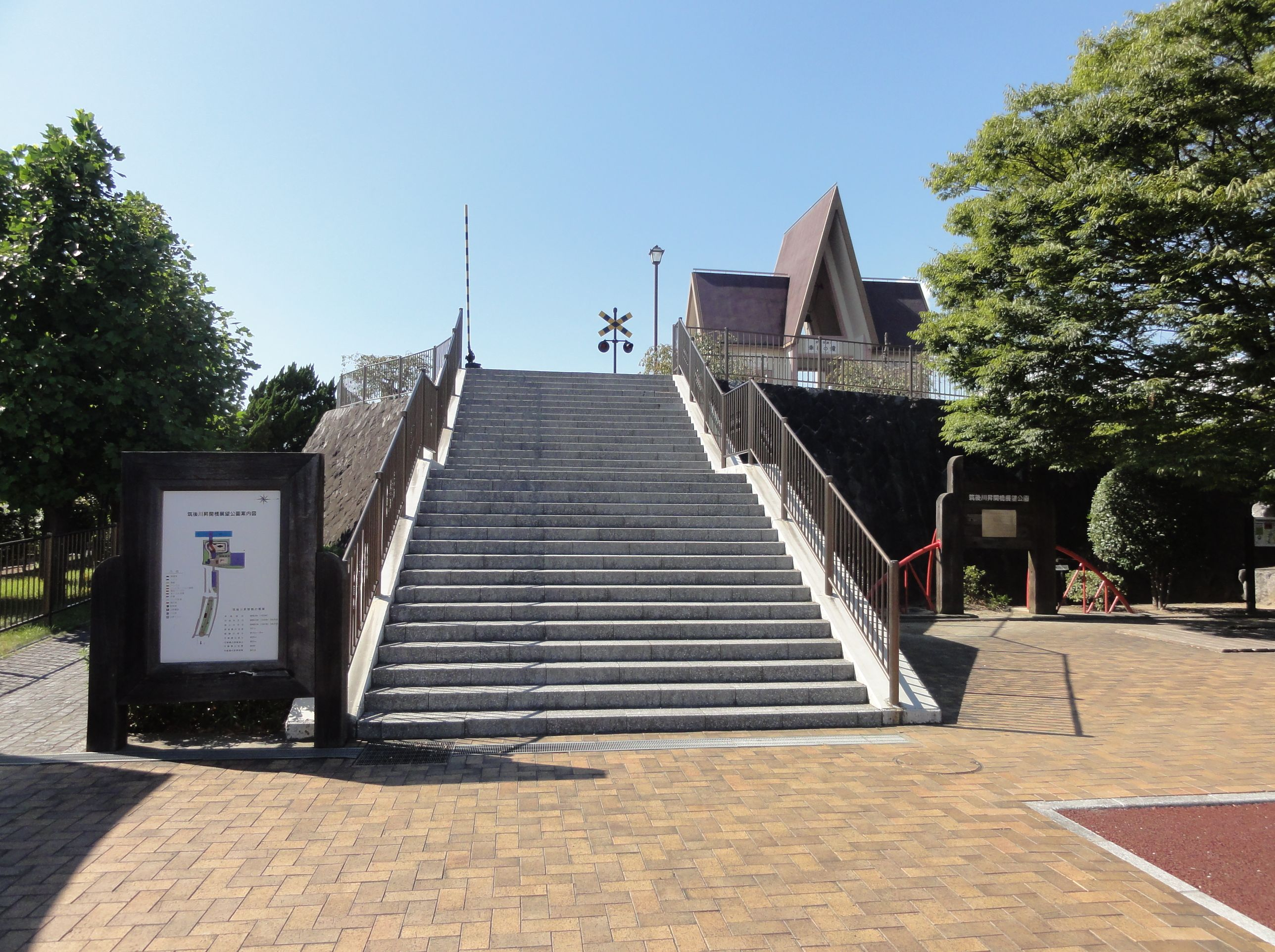
筑後川昇開橋展望公園
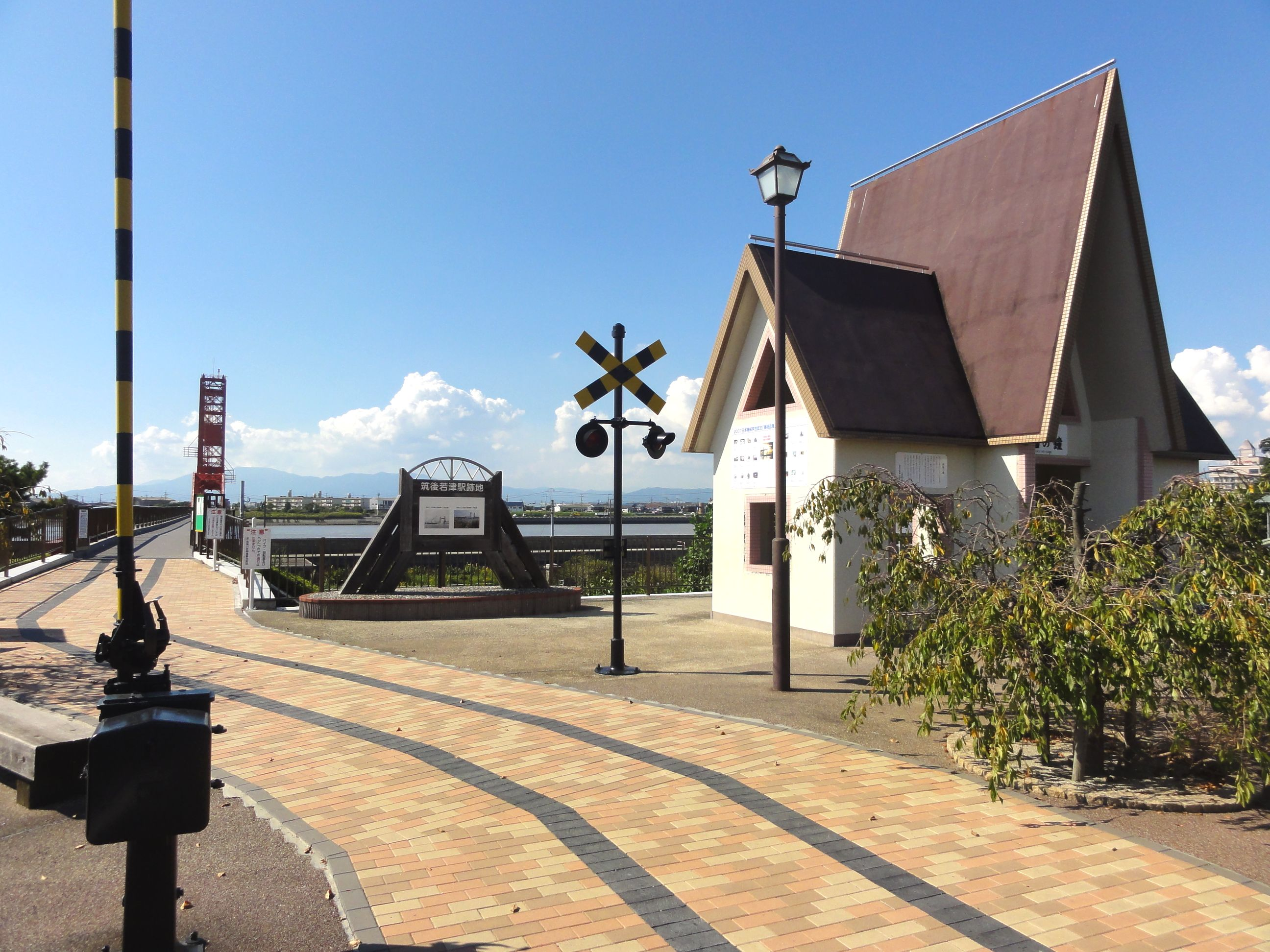
車站遺址（2011年9月）
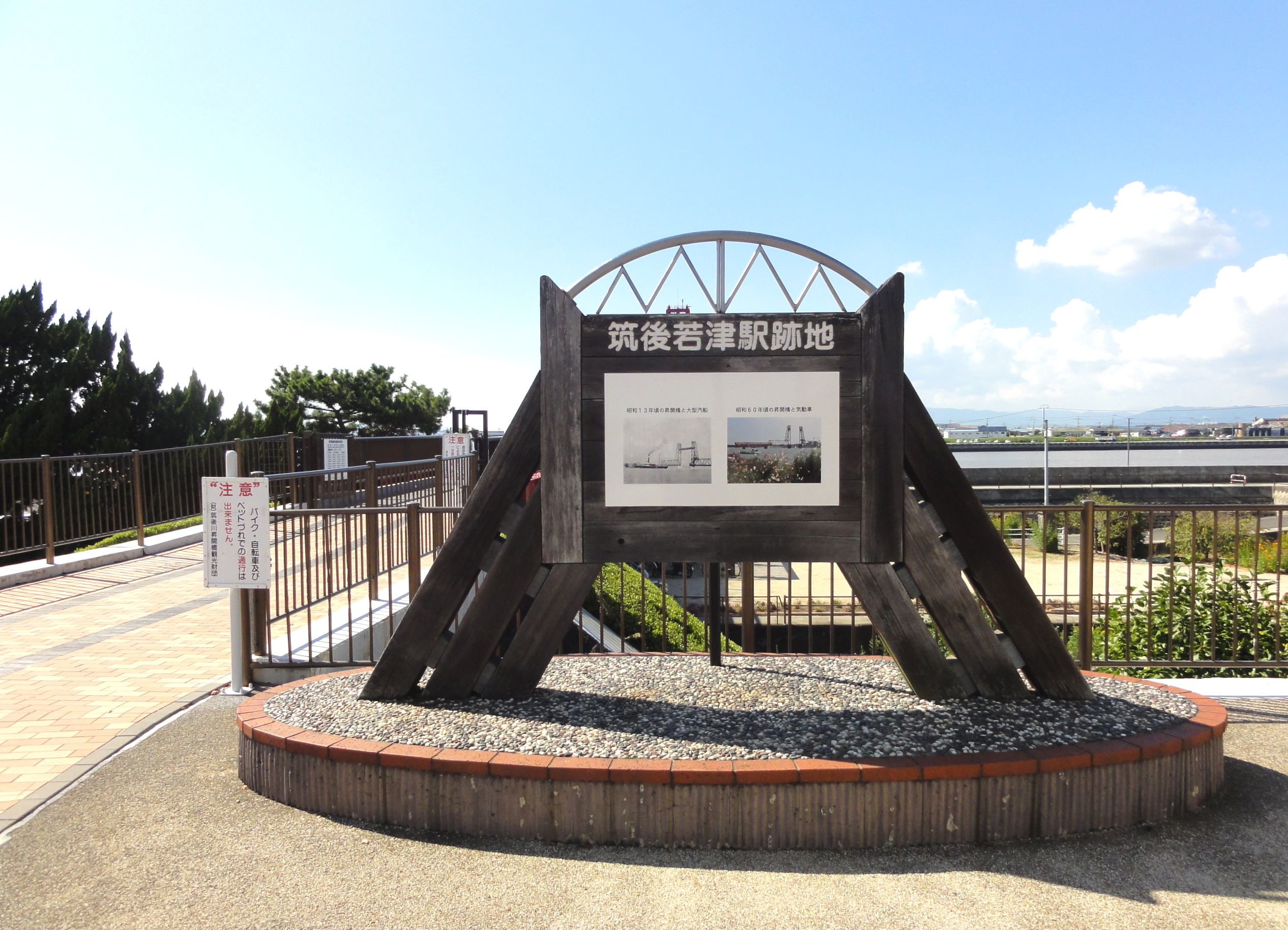
紀念碑（2011年9月）

## 相鄰車站
日本國有鐵道（國鐵）
佐賀線
諸富－（筑後川信號場）－筑後若津－筑後大川

## 注腳
1. 1 2 3 4 5  石野哲 (编). . JTB. 1998: 718. ISBN 978-4-533-02980-6 （日语）.
2. ↑  . 官報. 1971-10-19 （日语）.
3. ↑  . 鐵道公報（日语：鉄道公報） (日本國有鐵道總裁室文書課). 1971-10-19: 4 （日语）.

## 相關項目
- 日本鐵路車站列表 Chi